# Người Ngái
Người Ngái (tiếng Ngái: 𠊎人; phiên âm Bạch thoại: Ngài-ngìn; tên gọi khác là Ngái Hắc Cá, Lầu Mần, Hẹ, Sín, Ðàn, Lê) là một dân tộc sinh sống tại Việt Nam và được công nhận trong 54 dân tộc Việt Nam. Theo nghiên cứu của học giả Hà Hợp Dương Thượng, học giả Ngô Vân Hà và đồng sự, người Ngái và người Khách Gia đến từ các vùng Quảng Đông, Quảng Tây của Trung Quốc.
Người Ngái ở Việt Nam là cư dân sống rải rác ở vùng ven biển và trên các đảo phía bắc Bắc Bộ từ xưa (kể cả vùng Phòng Thành Cảng vốn thuộc Đại Việt). Lưu ý rằng không phải tất cả người Khách Gia ở Việt Nam đều là người Ngái, những người Khách Gia di cư vào Việt Nam muộn hơn được xếp vào dân tộc Hoa.

## Ngôn ngữ

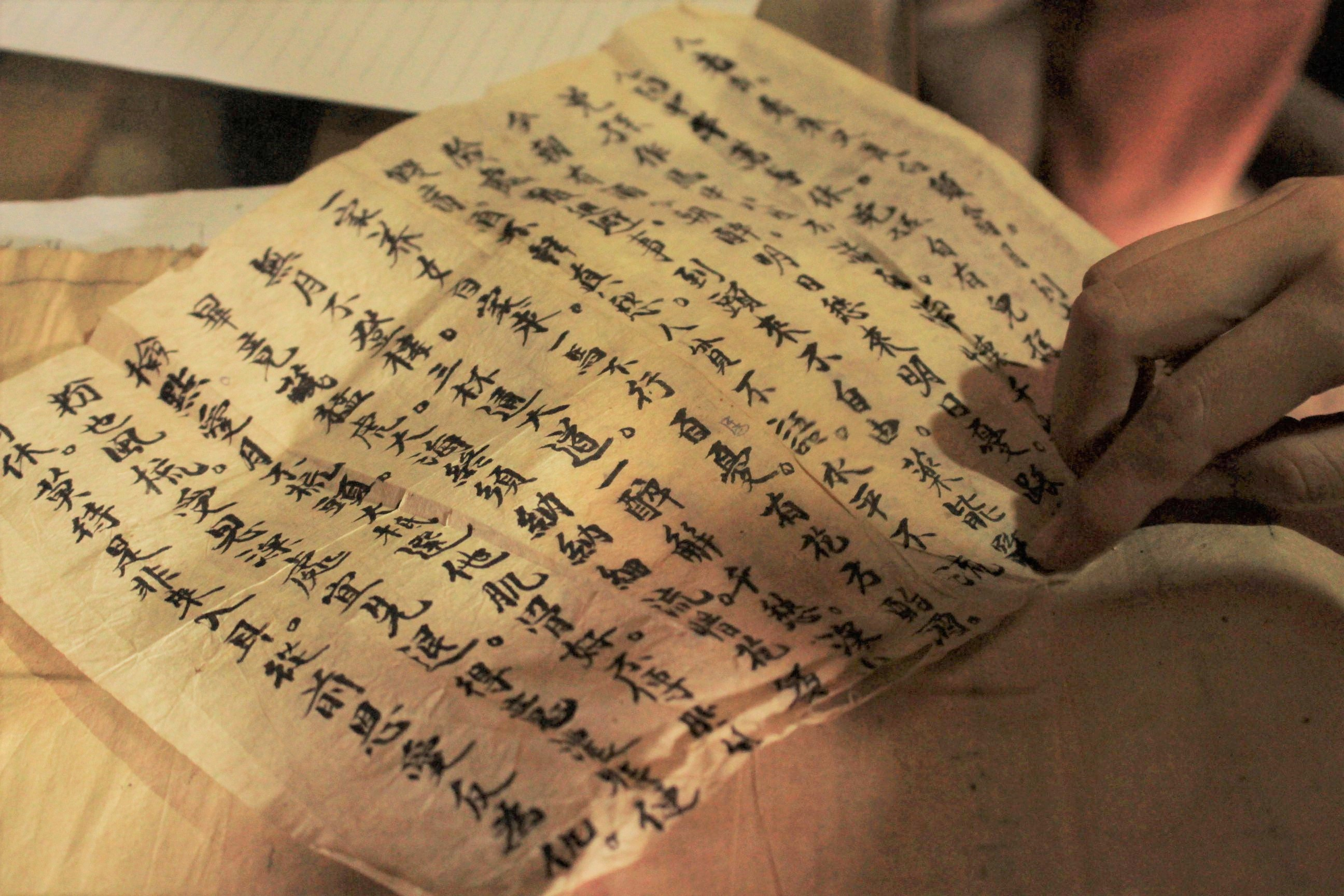
Bản văn học của dân tộc Ngái

Tiếng mẹ đẻ của người Ngái là tiếng Ngái, một phương ngôn trong tiếng Khách Gia hay còn gọi là tiếng Hẹ. Tiếng nói của họ thuộc nhóm ngôn ngữ Hán (ngữ hệ Hán- Tạng). Tiếng Khách Gia có thể chia thành 2 phương ngữ, Ngũ Thông Ngái 五硐𠊎 (đến từ Naliang, Nashu, Đồng Tôn, Hồ Long, Thái Lục, Phòng Thành, Tansan v.v.) và Thay Trọng Ngái 大眾𠊎 (đến từ Huệ Châu, Đông Quan, Phật Sơn) Người Ngái ở Việt Nam hiện nay đa số dùng tiếng Việt, tiếng Quảng Đông. Khi giao tiếp trong gia đình và trong cộng đồng thì dùng tiếng Ngái. Tiếng Ngái ở Việt Nam có âm bổng không như tiếng Ngái Hạc Cá có âm trầm nặng như "thai trọng ngái" của người Đài Loan .

## Người Hoa
Người Hoa Nùng (華農) trước 1954 sinh sống chủ yếu tại Khu tự trị Nùng Hải Ninh thuộc tỉnh Quảng Ninh hiện nay. Người Hoa Nùng chủ yếu nói tiếng Quảng Đông phương ngữ Khâm Liêm và tiếng Hẹ (Khách Gia).
Theo một nghiên cứu, người Hoa chiếm đến 78% dân số Hải Ninh thời kỳ 1946 đến 1954, bởi trong nghiên cứu này, 100,000 "người Nùng" ở Hải Ninh được xem là người Hoa. Họ được gọi là người Hoa Nùng vì có xuất thân từ tầng lớp nông dân người Hoa thuộc Hán tộc chứ không phải người Nùng Tráng (vì chữ Nùng ở đây là dùng âm đọc tiếng Quảng Đông phương ngữ Khâm Liêm của chữ 農 Nông), và được gọi là người Nùng sau năm 1885, chủ yếu là do người Pháp không muốn thừa nhận họ là người Hoa vì những lý do chính trị.
Sau năm 1954, hơn 50.000 người Hoa Nùng do Đại tá Voòng A Sáng (黃亞生) dẫn đầu chạy vào Nam và tái định cư ở miền Nam Việt Nam, chủ yếu ở các tỉnh Đồng Nai và Bình Thuận . Hiện nay đa số nhận là dân tộc Hoa .
Người Hoa Nùng là Hán tộc nói 欽廉 方言 (phương ngôn Khâm-Liêm ) thuộc 廣東話 (tiếng Quảng Đông ）hay còn được gọi là 白話 (Bạch thoại) đa số có quê ở vùng Phòng Thành (nay là thành phố Phòng Thành Cảng ), Khâm Châu,... của tỉnh Quảng Đông (nay thuộc tỉnh Quảng Tây ). Đây cũng là khu vực sinh sống của đa số người Ngái do đó văn hóa, phong tục cũng gần giống nhau. Vì thế người Ngái ngoài biết nói tiếng Ngái , họ còn biết nói tiếng Quảng Đông (廣東話 ) phương ngôn Khâm Liêm (欽廉 ) để trao đổi buôn bán, giao tiếp với người Hoa Nùng hay nói cách khác là người Hán nói tiếng Quảng Đông phương ngôn Khâm - Liêm cư trú ở khu vực đó.

## Dân số và địa bàn cư trú
Người Ngái cư trú rải rác ở nhiều tỉnh thành. Theo số liệu điều tra dân số năm 1999 thì tại Việt Nam có 4.841 người Ngái. Các tỉnh thành tập trung đông nhất là: Thái Nguyên, Bắc Giang, Đồng Nai, Tuyên Quang, Cao Bằng, Lạng Sơn, Đắk Lắk, Bình Thuận, Vũng Tàu, thành phố Hồ Chí Minh...Người Ngái ở Miền Nam phần nhiều là con cháu của dân di cư 1954 từ các vùng Na Pa (nay là xã Quảng An),Đầm Hà,Hà Cối,xã Đài Xuyên,Đảo Cái Bầu (Vân Đồn) thuộc Quảng Yên, Hải Ninh (nay thuộc Quảng Ninh).

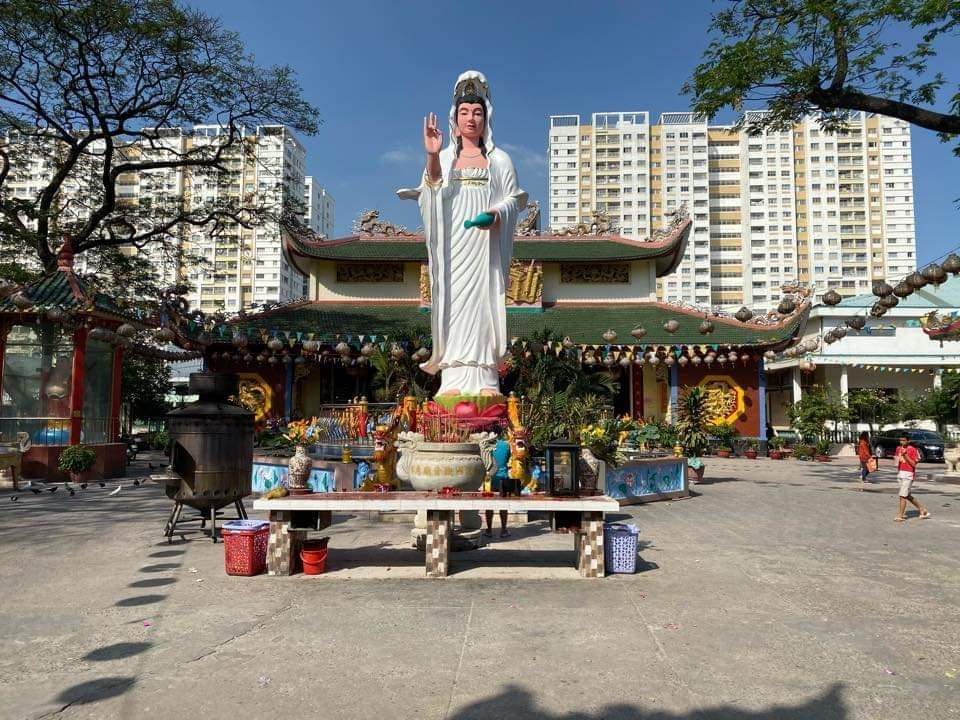
Miếu Quan Âm Hộ Quốc ở phường Phú Trung,quận Tân Phú, là địa điểm sinh hoạt tâm linh chính của người Ngái và người Hoa Hán tộc nói phương ngữ Khâm Liêm ở TP.HCM.

Theo Tổng điều tra dân số và nhà ở năm 2009, người Ngái ở Việt Nam chỉ còn 1.035 người, có mặt ở 27 trên tổng số 63.Thực ra người biết sử dụng tiếng Ngái còn rất nhiều nhưng trên giấy tờ CMND họ bị ghi là dân tộc Hoa. Một số địa phương tập trung đông người dùng tiếng Ngái như khu Phú Bình (phường 5,Q 11.) Phú Bình ( phường Phú Trung,Q Tân Phú ,Phường 2,Phường 9-Q 11. Làng Gia Liêu-Phường Phú Bình, làng Tân Thủy-phường Bàu Sen-TpLong Khánh,Bàu Hầm,125,Định Quán-Đồng Nai...Do đó số liệu thống kê ở đây là thiếu chính xác.(Thường người Ngái sẽ biết nói tiếng Ngái và tiếng Quảng Đông nhưng người Hoa gốc Quảng Đông thì không biết tiếng Ngái) tỉnh, thành phố. Người Ngái cư trú tập trung tại các tỉnh: 
- Thái Nguyên, Đồng Hỷ, Đại Từ,Phú Lương (495 người, chiếm 47,8% tổng số người Ngái tại Việt Nam),
- Bình Thuận,Bắc Bình Sông Mao(157 người, chiếm 15,2% tổng số người Ngái tại Việt Nam),
- Đồng Nai,Long Khánh,Định Quán,Tân Phú,Trảng Bom (53 người),
- Bắc Kạn,Phủ Thông(48 người),
- Tuyên Quang (43 người),
- Đắk Lắk (37 người),
- Cao Bằng (30 người)[10]

## Đặc điểm kinh tế

Bữa cơm của người Ngái

Người Ngái sống chủ yếu bằng nghề làm ruộng trồng lúa. Ở vùng hải đảo, ven biển thì đánh cá là chính. Họ có truyền thống đào kênh, mương, đắp đập, tạo hồ nước, đắp đê biển, có những nghề thủ công như dệt chiếu, làm mành trúc, rèn, mộc, nung vôi, làm gạch ngói.
Việc gieo trồng mùa vụ trong năm của họ căn cứ vào các hiện tượng tự nhiên như: tiếng chim hót, lá cây rụng, hoa nở,... Họ xây các mương đập dài vài chục km để tưới tiêu.Người Ngái ở Đồng Nai,Long Khánh làm rẫy trồng hồ tiêu,cà phê,sầu riêng... Người Ngái ở thành phố Hồ Chí Minh làm các nghề tiểu thủ công nghiệp như giày dép, tập trung ở quận 11, Tân Bình, Tân Phú, các tiểu thương Chợ Lớn. Một số đã thành những doanh nghiệp lớn trong ngành giày dép, cao su,...Con cháu người Ngái cũng nhiều người học hành thành đạt...

## Hôn nhân gia đình
Trong gia đình, người chồng là trụ cột chính, bình đẳng giữa vợ chồng và các mối quan hệ. Con cháu hòa thuận, hiếu thảo bề trên các bậc trưởng bối.
Xưa kia, trai gái Ngái được cha mẹ dựng vợ gả chồng phải trải qua hai lần cưới: lễ thành hôn và lễ nhập phòng. Để cưới vợ cho con, nhà trai chủ động chọn tìm đối tượng dạm hỏi. Khi có thai, phụ nữ Ngái kiêng cữ rất cẩn thận: không ăn ốc, thịt bò, dê, không may vá hay mua quần áo. Sau khi sinh con 60 ngày đối với con đầu, 40 ngày đối với con thứ, người sản phụ mới được đến nhà mẹ đẻ của mình.
Họ nhà vợ, đại diện là ông cậu có vai trò quan trọng trong gia đình người Ngái. Ông cậu gọi là "Khíu Cúng", được coi như người cha của các chị em gái trong gia đình.

## Tục lệ ma chay
Theo phong tục Ngái, người chết được tổ chức đám ma chu đáo. Sau khi chôn cất được cúng vào dịp 21 ngày, 35 ngày, , 49 ngày, 100 ngày, 3 năm thì làm lễ đoạn tang.Tang ma của người Ngái ở SG cũng như ở 
Miền Nam thường tổ chức cúng kiến linh đình còn nhiều hủ tục...
Người Ngái có tục cúng mộ vào dịp Thanh Minh,Trùng cửu(mùng 9/9al hoặc 19/9 hoặc 29/9)...Sau 5- 10 năm thì cải táng mộ hốt cốt dời đi nơi thích hợp chôn lại.

## Văn hóa

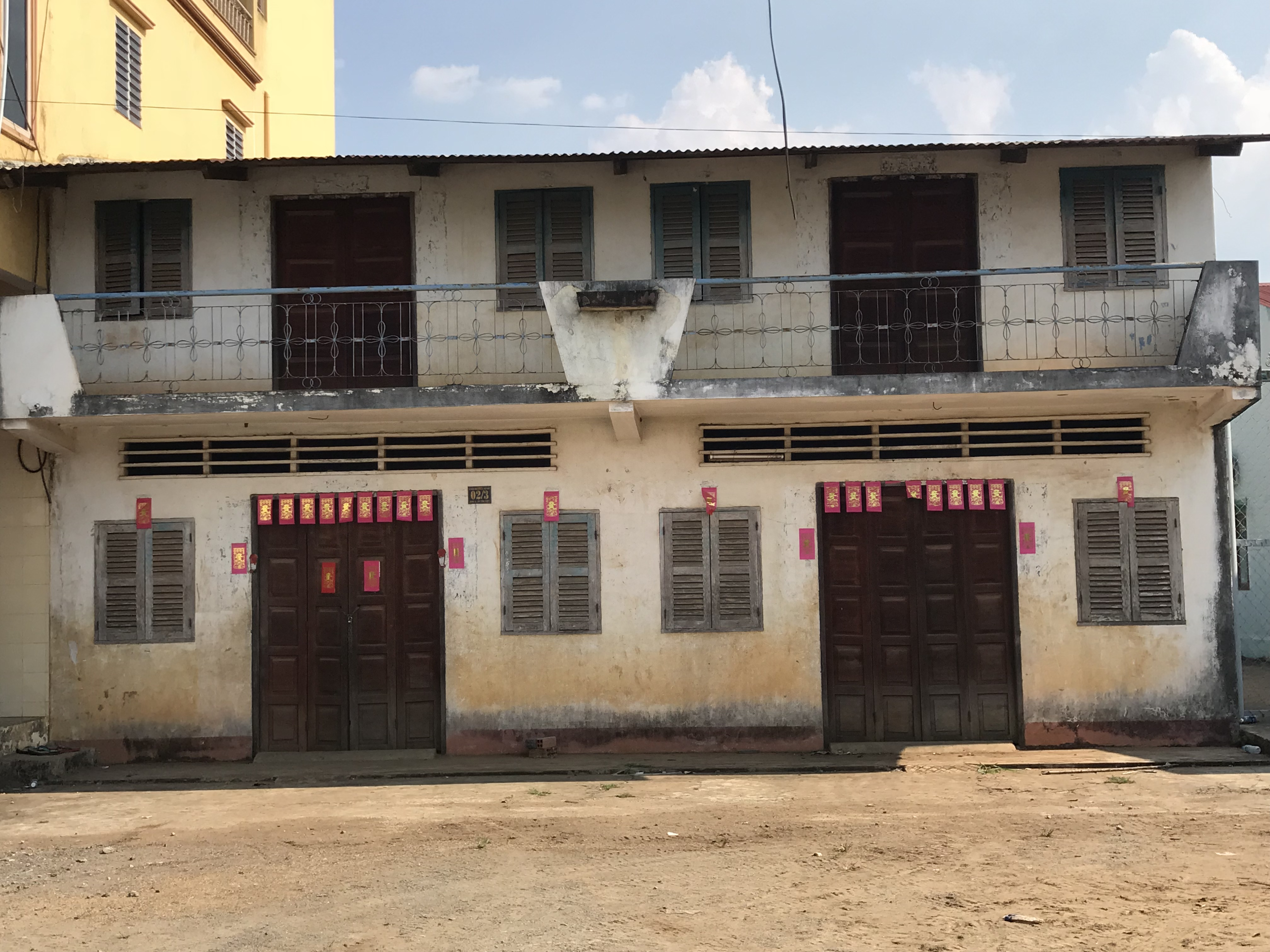
Nhà ở người Hoa Nùng tại Sông Thao, Đồng Nai

Người Ngái có lối hát giao duyên nam nữ, gọi là Sường cô, rất phong phú. Có thể hát đối nhau 5 đến 7 đêm liền vẫn không bị trùng lặp. Tục ngữ có ý nghĩa răn dạy về kinh nghiệm làm ăn, về cách sống. Nhiều trò chơi được ưa thích như múa sư tử, múa gậy, chơi rồng rắn.

## Nhà cửa

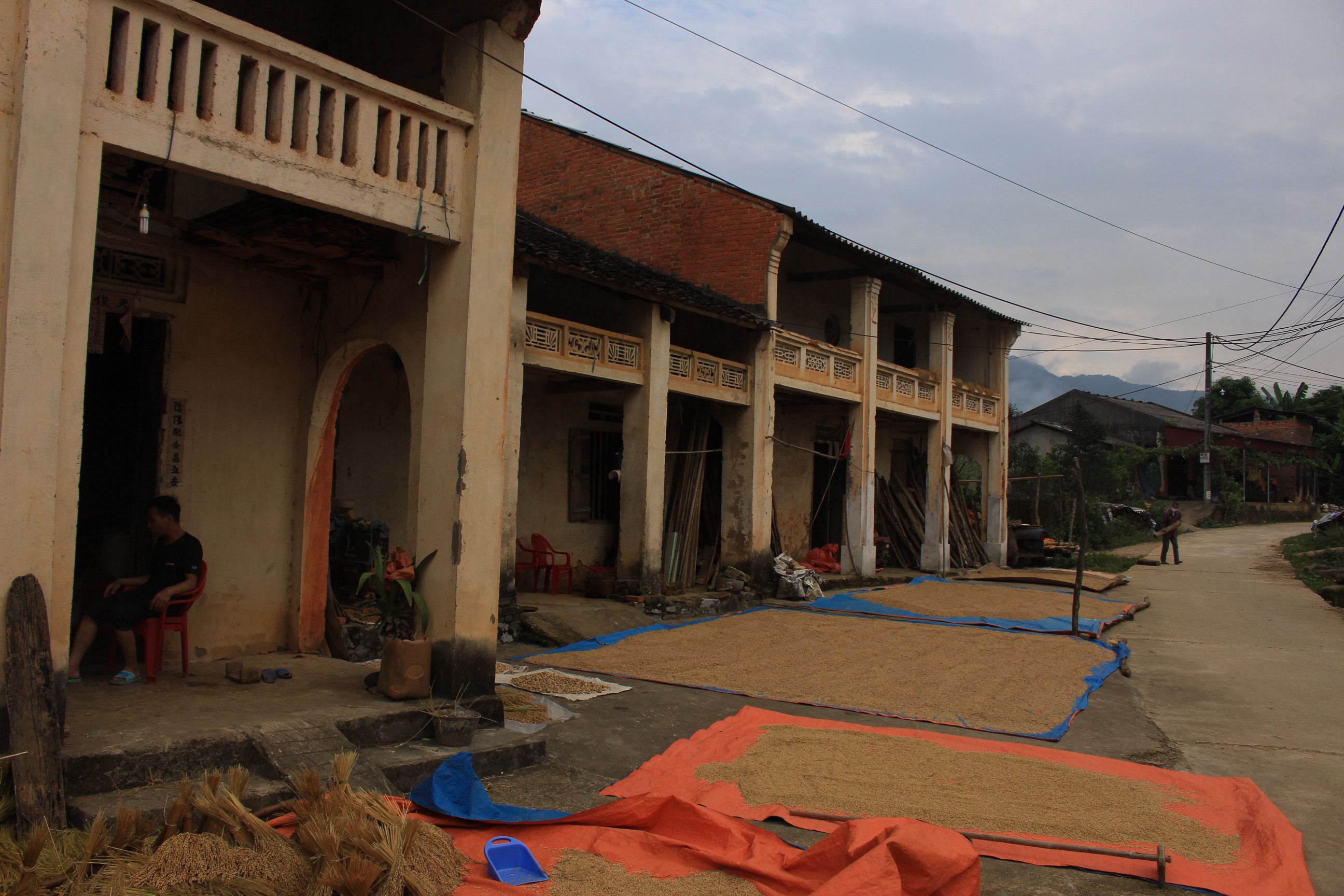
Nhà cửa của người Ngái tại Bắc Kạn

Người Ngái thường lập thôn xóm ở sườn đồi, thung lũng hoặc ven biển, trên đảo. Nhà phổ biến là nhà ba gian hai chái...Người Ngái hiện đại ngày nay sống hoà nhập nên nhà cửa cũng xây dựng nhà tầng hoặc nhà xây bình thường như người Kinh,người Hoa...

## Trang phục
Trang phục Ngái giống người Hoa (Hán). Ngoài quần áo, họ còn đội mũ, nón các loại tự làm từ lá, mây tre, đồng thời đội khăn, che ô.
Người Ngái ở TpHCM cũng như ở các tỉnh thành Miền Nam không còn mặc những trang phục dân tộc mà ăn mặc hoà nhập như các dân tộc khác.